# 外滩佚事
外滩佚事是由上海东方传媒集团有限公司和中央新闻纪录电影制片厂联合出品的纪录电影，導演為周兵，片長90分鐘，於2010年10月12日在中國大陸上映。該紀錄電影主要以第一人稱講述近代上海，主要圍繞五位歷史人物展開。片中金士杰扮演杜月笙、郝光扮演叶澄衷、许玮甯扮演李香兰、高斯扮演周璇、郝平扮演严华。